# Jovo Simanić
Jovica Simanić est un footballeur serbe  né le 8 août 1965 à Zrenjanin, évoluant au poste de milieu de terrain ou défenseur central.

## Biographie
Né à Zrenjanin en République fédérative socialiste de Yougoslavie, Simanić commence et termine sa carrière professionnelle avec le club de sa ville natale, le Proleter Zrenjanin, où il inscrit 16 buts. Il évolue également à l'étranger, en Allemagne et au Portugal.
En janvier 1992, il rejoint le VfB Stuttgart et joue principalement avec l'équipe réserve. Le 30 septembre 1992, lors de son unique apparition avec l'équipe première, il entre en jeu dans les dernières minutes d'un match de barrage de la Ligue des champions contre Leeds United, sous les ordres de l'entraîneur Christoph Daum. Cette entrée en jeu entraîne une infraction au règlement, Stuttgart alignant un joueur étranger de trop. L'équipe allemande, qui aurait dû se qualifier grâce à la règle des buts à l'extérieur, est sanctionnée d'une défaite 0-3 sur tapis vert. Un match d'appui est alors organisé, remporté 2-1 par l'équipe anglaise.
Par la suite, Simanić rejoint le Benfica Lisbonne, où il est convoqué deux fois sur le banc sans entrer en jeu, puis Boavista, avec qui il dispute cinq matchs en Primeira Liga. Il poursuit ensuite sa carrière au Portugal en Segunda Liga avec le FC Famalicão, puis en troisième division avec l'AD Ovarense. À 32 ans, il retourne dans son pays et rejoint le Proleter Zrenjanin puis le FK Radnički Kragujevac en 2003-2004.